# Urolophus halleri
A uje-redonda (Urolophus halleri) é uma espécie de peixe cartilagíneo da família Urolophidae.
A maioria das ujes tem caudas compridas e finas enquanto a desta espécie é curta e grossa. Pode ser encontrada nos seguintes países: Costa Rica, El Salvador, Guatemala, Honduras, México, Nicarágua, Panamá e Estados Unidos da América.
Os seus habitats naturais são: mar aberto e mar costeiro.